# Bunuri mobile din domeniul numismatică clasate în patrimoniul cultural național al României aflate în județul Covasna
Acestă listă conține bunurile mobile din domeniul numismatică clasate în Patrimoniul cultural național al României aflate la momentul clasării în județul Covasna.

## Tezaur
| Foto | Informații generale | Detalii tehnice | Descriere | Deținător                                 | Legături |
| ---- | ------------------- | --- | --- | ----------------------------------------- | -------- |
|      | Denar               | Școală: Roma Descoperit: jud. Covasna, com. MUNICIPIUL SFÂNTU GHEORGHE, SFÂNTU GHEORGHE, Cartier Simeria Material: AR                                                               | Descriere avers: Capul Romei cu coif decorat cu aripi, spre dreapta, având în spate un X Descriere revers: Dioscurii galopând, spre dreapta Descriere exergă: ROMA Legendă revers: C.SCR // ROMA în exergă | Muzeul Național Secuiesc, Sfântu Gheorghe | Cimec    |
|      | Denar               | Școală: Roma Descoperit: jud. Covasna, com. MUNICIPIUL SFÂNTU GHEORGHE, SFÂNTU GHEORGHE, Cartier Simeria Material: AR                                                               | Descriere avers: Capul lui Bonus Eventus diademat, spre dreapta Descriere revers: Fântâna Scriboniană, decorată cu două lire, ciocan de monetar și ghirlandă de lauri, totul în cerc perlat. În câmp st. contramarca LI. Legendă revers: PVTEAL//SCRIBO[N] | Muzeul Național Secuiesc, Sfântu Gheorghe | Cimec    |
|      | Denar               | Școală: Roma Descoperit: jud. Covasna, com. MUNICIPIUL SFÂNTU GHEORGHE, SFÂNTU GHEORGHE, Cartier Simeria Material: AR                                                               | Descriere avers: Capul Romei cu coif decorat cu aripi, spre dreapta, având în spate un X. Descriere revers: Victoria într-o biga galopând, spre dreapta. Descriere exergă: ROMA Legendă revers: L.SAVF // ROMA în exergă | Muzeul Național Secuiesc, Sfântu Gheorghe | Cimec    |
|      | Denar               | Datare: 89 a.Chr. Școală: Roma Descoperit: jud. Covasna, com. MUNICIPIUL SFÂNTU GHEORGHE, SFÂNTU GHEORGHE, Cartier Simeria Material: AR                                             | Descriere avers: Capul regelui Tatius spre dreapta, cu o ramură de palmier în față. Pe obraz contramărcile  , pe gât contramarca C Descriere revers: Tarpeia, căzută, cu scutul la pământ, între doi luptători, cu scuturi și gladii, deasupra semilună și stea. Descriere exergă: [L.TI]TVR Legendă revers: [L.TI]TVR în exergă                                                  | Muzeul Național Secuiesc, Sfântu Gheorghe | Cimec    |
|      | Denar               | Datare: 135 a.Chr. Școală: Roma Descoperit: jud. Covasna, com. MUNICIPIUL SFÂNTU GHEORGHE, SFÂNTU GHEORGHE, Cartier Simeria Material: AR                                            | Descriere avers: Capul Romei cu coif decorat cu aripi, spre dreapta, având în spate un X Descriere revers: Jupiter în quadrigă, spre dreapta, ținând un sceptru și aruncând fulgere. Pe av. pe viziera coifului contramarca C, pe obraz contramărcile și , per rv., deasupra cailor, contramarca   Descriere exergă: [L.TI]TVR Legendă revers: L.TREBANI                       | Muzeul Național Secuiesc, Sfântu Gheorghe | Cimec    |
|      | Denar               | Datare: 116-115 a.Chr. Școală: Roma Descoperit: jud. Covasna, com. MUNICIPIUL SFÂNTU GHEORGHE, SFÂNTU GHEORGHE, Cartier Simeria Material: AR                                        | Descriere avers: Capul Romei cu coif decorat cu aripi, spre dreapta, având în spate un X Descriere revers: Jupiter în quadrigă galopând spre dreapta. Descriere exergă: ROMA Legendă revers: M.SILA / ROMA în exergă | Muzeul Național Secuiesc, Sfântu Gheorghe | Cimec    |
|      | Denar               | Datare: 82 a.Chr. Școală: Roma Descoperit: jud. Covasna, com. MUNICIPIUL SFÂNTU GHEORGHE, SFÂNTU GHEORGHE, Cartier Simeria Material: AR                                             | Descriere avers: Bustul drapat al lui Mercurius spre dreapta, având un caduceus în spate și III, totul într-un cerc perlat exterior. Pe obraz contramărcile I și _ Descriere revers: Ulysses mergând spre dreapta, ținând un toiag și întinzând mâna spre câinele său Argus, totul într-un cerc perlat exterior. Legendă revers: C.MAMIL// LIMETAN                                  | Muzeul Național Secuiesc, Sfântu Gheorghe | Cimec    |
|      | Denar               | Datare: 82 a.Chr. Școală: Roma Descoperit: jud. Covasna, com. MUNICIPIUL SFÂNTU GHEORGHE, SFÂNTU GHEORGHE, Cartier Simeria Material: AR                                             | Descriere avers: Bustul drapat al lui Mercurius spre dreapta, având un caduceus în spate și S, totul într-un cerc perlat exterior. Descriere revers: Ulise mergând spre dreapta, ținând un toiag și întinzând mâna spre câinele său Argus, totul într-un cerc perlat exterior. Legendă revers: C.MAMIL// LIMETAN                                                                    | Muzeul Național Secuiesc, Sfântu Gheorghe | Cimec    |
|      | Denar               | Datare: 137 a.Chr. Școală: Roma Descoperit: jud. Covasna, com. MUNICIPIUL SFÂNTU GHEORGHE, SFÂNTU GHEORGHE, Cartier Simeria Material: AR                                            | Descriere avers: Bustul drapat al lui Marte, purtând coif, spre dreapta, având în spate un X. Pe obraz contramarca C Descriere revers: Persoană îngenuncheată ținând în brațe un porc, flancat de doi soldați purtând lănci. Legendă revers: ROM[A] | Muzeul Național Secuiesc, Sfântu Gheorghe | Cimec    |
|      | Denar               | Datare: 47-46 a.Chr. Școală: Utica (Africa de Nord) Descoperit: jud. Covasna, com. MUNICIPIUL SFÂNTU GHEORGHE, SFÂNTU GHEORGHE, Cartier Simeria Material: AR                        | Descriere avers: Capul laureat al lui Jupiter spre dreapta, în stil arhaic. În câmp, dr., contramarca E Descriere revers: Elefant spre dreapta. Descriere exergă: R[O]MA Legendă revers: SCIPI-O // IMP | Muzeul Național Secuiesc, Sfântu Gheorghe | Cimec    |
|      | Denar               | Datare: 116-115 a.Chr. Școală: Roma Descoperit: jud. Covasna, com. MUNICIPIUL SFÂNTU GHEORGHE, SFÂNTU GHEORGHE, Cartier Simeria Material: AR                                        | Descriere avers: Capul Romei cu coif decorat cu aripi, spre dreapta, având în spate un X Descriere revers: Călăreț galopând spre stânga, purtând o sabie și un cap barbar. Sub cal contramarca ɹ Legendă revers: Q M.SERGI // SILVS | Muzeul Național Secuiesc, Sfântu Gheorghe | Cimec    |
|      | Denar               | Datare: 89 a.Chr. Școală: Roma Descoperit: jud. Covasna, com. MUNICIPIUL SFÂNTU GHEORGHE, SFÂNTU GHEORGHE, Cartier Simeria Material: AR                                             | Descriere avers: Cap de femeie diademat și drapată spre dreapta, (Juno ?). Pe obraz contramarca S Descriere revers: Victoria cu patera și ramură de palmier stând așezată pe un tron, spre dreapta. Pe tron ST Descriere exergă: VICTRIX | Muzeul Național Secuiesc, Sfântu Gheorghe | Cimec    |
|      | Denar               | Datare: 110-109 a.Chr. Școală: Roma Descoperit: jud. Covasna, com. MUNICIPIUL SFÂNTU GHEORGHE, SFÂNTU GHEORGHE, Cartier Simeria Material: AR                                        | Descriere avers: Capul Romei cu coif decorat cu aripi, spre dreapta, totul într-un cerc perlat exterior Descriere revers: Victoria în biga galopând, spre dreapta, totul într-un cerc perlat exterior Legendă revers: C.PVLCHER | Muzeul Național Secuiesc, Sfântu Gheorghe | Cimec    |
|      | Denar               | Datare: 106 a.Chr. Școală: Roma Descoperit: jud. Covasna, com. MUNICIPIUL SFÂNTU GHEORGHE, SFÂNTU GHEORGHE, Cartier Simeria Material: AR                                            | Descriere avers: Capul laureat al lui Jupiter spre stânga, având sub bărbie litera Q. Pe obraz, contramarca T ranversat, peste  _, pe păr, V, în câmp, dr. Jos. Iv Descriere revers: Jupiter în quadrigă galopând spre dreapta, purtând sceptru și aruncând fulgere, totul în cerc perlat. Legendă revers: L.SCIPASIAG                                                             | Muzeul Național Secuiesc, Sfântu Gheorghe | Cimec    |
|      | Denar               | Datare: 106 a.Chr. Școală: Roma Descoperit: jud. Covasna, com. MUNICIPIUL SFÂNTU GHEORGHE, SFÂNTU GHEORGHE, Cartier Simeria Material: AR                                            | Descriere avers: Capul laureat al lui Jupiter, spre stânga. Incizii antice sub nasul lui Jupiter. Descriere revers: Jupiter în quadrigă galopând spre dreapta, purtând sceptru și aruncând fulgere, totul în cerc perlat. Legendă revers: L.SCIPASIAG | Muzeul Național Secuiesc, Sfântu Gheorghe | Cimec    |
|      | Denar               | Datare: 111-110 a.Chr. Școală: Roma Descoperit: jud. Covasna, com. MUNICIPIUL SFÂNTU GHEORGHE, SFÂNTU GHEORGHE, Cartier Simeria Material: AR                                        | Descriere avers: Bustul zeului Apollon, drapat, aruncând fulgerul, spre stânga. Descriere revers: Zei Lares Prestites, în picioare, față în față, purtând sceptre, însoțiți de un câine. Deasupra, bustul lui Vulcanus, spre st., în câmp st. monograma [L]A, în câmp dr., monogramă ilizibilă. Legendă revers: L.CAE[SI]                                                           | Muzeul Național Secuiesc, Sfântu Gheorghe | Cimec    |
|      | Denar               | Datare: 90 a.Chr. Școală: Roma Descoperit: jud. Covasna, com. MUNICIPIUL SFÂNTU GHEORGHE, SFÂNTU GHEORGHE, Cartier Simeria Material: AR                                             | Descriere avers: Capul tânărului Bachus, diademat, spre dreapta. În câmp, jos, contramarca M. Descriere revers: Pegas avântându-se de pe un piedestal, pe care se găsește legenda. Pe corpul Pegasului contramarca  Legendă revers: Q.TI[TI] | Muzeul Național Secuiesc, Sfântu Gheorghe | Cimec    |
|      | Denar               | Datare: 90 a.Chr. Școală: Roma Descoperit: jud. Covasna, com. MUNICIPIUL SFÂNTU GHEORGHE, SFÂNTU GHEORGHE, Cartier Simeria Material: AR                                             | Descriere avers: Capul lui Mutinus Titinus purtând o diademă, spre dreapta. Pe obraz, contramărcile J și T Descriere revers: Pegas avântându-se de pe un piedestal, pe care se găsește legenda. Legendă revers: [Q.TITI] | Muzeul Național Secuiesc, Sfântu Gheorghe | Cimec    |
|      | Denar               | Datare: 89 a.Chr. Școală: Roma Descoperit: jud. Covasna, com. MUNICIPIUL SFÂNTU GHEORGHE, SFÂNTU GHEORGHE, Cartier Simeria Material: AR                                             | Descriere avers: Capul lui T. Tatius spre dreapta. Descriere revers: Doi soldați romani cărând, fiecare, câte o femeie sabină. Descriere exergă: L.TITVRI Legendă revers: L.TITV[RI] în exergă | Muzeul Național Secuiesc, Sfântu Gheorghe | Cimec    |
|      | Denar               | Datare: 155 a.Chr. Școală: Roma Descoperit: jud. Covasna, com. MUNICIPIUL SFÂNTU GHEORGHE, SFÂNTU GHEORGHE, Cartier Simeria Material: AR                                            | Descriere avers: Capul Romei, purtând coif decorat cu aripi, spre dreapta, în spate X. Descriere revers: Victoria în biga galopând, spre dreapta Descriere exergă: ROMA Legendă revers: SAR // ROMA în exergă | Muzeul Național Secuiesc, Sfântu Gheorghe | Cimec    |
|      | Denar               | Datare: 89 a.Chr. Școală: Roma Descoperit: jud. Covasna, com. MUNICIPIUL SFÂNTU GHEORGHE, SFÂNTU GHEORGHE, Cartier Simeria Material: AR                                             | Descriere avers: Capul lui T. Tatius spre dreapta. Pe obraz, contramărcile L. I. S, în față, în câmpul dr. R și ET ligat și incizie antică X. Descriere revers: Doi soldați romani cărând, fiecare, câte o femeie sabină. Descriere exergă: L.TITVRI Legendă revers: L.TITVRI în exergă                                                                                             | Muzeul Național Secuiesc, Sfântu Gheorghe | Cimec    |
|      | Denar               | Datare: 89 a.Chr. Școală: Roma Descoperit: jud. Covasna, com. MUNICIPIUL SFÂNTU GHEORGHE, SFÂNTU GHEORGHE, Cartier Simeria Material: AR                                             | Descriere avers: Bustul lui Marte, drapat, cu coif cu crista, purtând lance, spre dreapta, totul în cerc perlat exterior. Pe obraz contramărcile C – C. Descriere revers: Victoria în biga galopând, spre dreapta. Legendă revers: CN.LENTUL | Muzeul Național Secuiesc, Sfântu Gheorghe | Cimec    |
|      | Denar               | Datare: 84 a.Chr. Școală: Roma Descoperit: jud. Covasna, com. MUNICIPIUL SFÂNTU GHEORGHE, SFÂNTU GHEORGHE, Cartier Simeria Material: AR                                             | Descriere avers: Bustul lui Apollon aruncând fulgerul, spre stânga. Pe obraz, contramarca C și 1 Descriere revers: Minerva cu lance și scut în quadrigă, galopând spre dreapta. În câmp dr. jos, incizie Descriere exergă: C.LICINIVSL.F.//MACER Legendă revers: C.LICINIVSL.F.//MACER în exergă                                                                                    | Muzeul Național Secuiesc, Sfântu Gheorghe | Cimec    |
|      | Denar               | Datare: 84 a.Chr. Școală: Roma Descoperit: jud. Covasna, com. MUNICIPIUL SFÂNTU GHEORGHE, SFÂNTU GHEORGHE, Cartier Simeria Material: AR                                             | Descriere avers: Bustul lui Apollon aruncând fulgerul, spre stânga. Pe obraz, contramarca C Descriere revers: Minerva cu lance și scut în quadrigă, galopând spre dreapta Descriere exergă: C.LICINIVSL.F.//MACER Legendă revers: C.LICINIVSL.F.//MACER în exergă | Muzeul Național Secuiesc, Sfântu Gheorghe | Cimec    |
|      | Denar               | Datare: 84 a.Chr. Școală: Roma Descoperit: jud. Covasna, com. MUNICIPIUL SFÂNTU GHEORGHE, SFÂNTU GHEORGHE, Cartier Simeria Material: AR                                             | Descriere avers: Bustul lui Apollon aruncând fulgerul, spre stânga. Pe obraz, contramarca U Descriere revers: Minerva cu lance și scut în quadrigă, galopând spre dreapta. În câmp jos, contramarca A Descriere exergă: [C.]LIC[INIVSL.F.// MACER] Legendă revers: [C.]LIC[INIVSL.F.// MACER] în exergă                                                                             | Muzeul Național Secuiesc, Sfântu Gheorghe | Cimec    |
|      | Denar               | Datare: 84 a.Chr. Școală: Roma Descoperit: jud. Covasna, com. MUNICIPIUL SFÂNTU GHEORGHE, SFÂNTU GHEORGHE, Cartier Simeria Material: AR                                             | Descriere avers: Bustul lui Apollon aruncând fulgerul, spre stânga. Pe obraz, contramarca A Descriere revers: Minerva cu lance și scut în quadrigă, galopând spre dreapta. Sub cai, contramarca R Descriere exergă: C.LICINIVS.L.F// MACER Legendă revers: C.LICINIVS.L.F// MACER în exergă                                                                                         | Muzeul Național Secuiesc, Sfântu Gheorghe | Cimec    |
|      | Denar               | Datare: 85 a.Chr. Școală: Roma Descoperit: jud. Covasna, com. MUNICIPIUL SFÂNTU GHEORGHE, SFÂNTU GHEORGHE, Cartier Simeria Material: AR                                             | Descriere avers: Capul cu diademă înaripată al unui Poseidon, Genius sau al lui Apollo spre dreapta, având în spate un trident și un simbol neprecizat. Pe obraz contramărcile P ranversat și incizie triunghiulară Descriere revers: Victoria ținând în mână o cunună, în quadrigă, spre dreapta, deasupra  Descriere exergă: L.IVLIBVRSIO Legendă revers: L.IVLIBVRSIO în exergă | Muzeul Național Secuiesc, Sfântu Gheorghe | Cimec    |
|      | Denar               | Datare: 82 a.Chr. Școală: Roma Descoperit: jud. Covasna, com. MUNICIPIUL SFÂNTU GHEORGHE, SFÂNTU GHEORGHE, Cartier Simeria Material: AR                                             | Descriere avers: Capul laureat al lui Apollo, spre dreapta. Pe obraz, contramarca S, pe tâmplă CZ, în spatele cefei, C, în fața buzelor C, pe cap și sub gât, incizie oblică. Descriere revers: Satirul Marsyas având un burduf pe umăr, spre stânga, având în spate o coloană cu o statuie, în vârf. Legendă revers: L.CENSOR                                                     | Muzeul Național Secuiesc, Sfântu Gheorghe | Cimec    |
|      | Denar               | Datare: 81 a.Chr. Școală: Roma Descoperit: jud. Covasna, com. MUNICIPIUL SFÂNTU GHEORGHE, SFÂNTU GHEORGHE, Cartier Simeria Material: AR                                             | Descriere avers: Capul zeiței Ceres laureată cu cunună de spice, spre dreapta, în față simbol. Pe obraz, pe bărbie – S, pe frunte C Descriere revers: Plugar cu o pereche de boi arând, spre stânga, în câmp, sus CX.V Descriere exergă: C.MARI.C.F/ / S.C Legendă revers: C.MARI.C.F/ / S.C în exergă                                                                              | Muzeul Național Secuiesc, Sfântu Gheorghe | Cimec    |
|      | Denar               | Datare: 41 a.Chr. Școală: Ephesus Descoperit: jud. Covasna, com. MUNICIPIUL SFÂNTU GHEORGHE, SFÂNTU GHEORGHE, Cartier Simeria Material: AR                                          | Descriere avers: Capul lui Marcus Antonius, spre dreapta Descriere revers: Capul lui Octavianus, spre dreapta Legendă revers: CAESAR.IMP.PONT.III.VIR.R.P.C. | Muzeul Național Secuiesc, Sfântu Gheorghe | Cimec    |
|      | Denar               | Datare: 82 a.Chr. Școală: Atelier monetar oriental mobil Descoperit: jud. Covasna, com. MUNICIPIUL SFÂNTU GHEORGHE, SFÂNTU GHEORGHE, Cartier Simeria Material: AR                   | Descriere avers: Capul Romei cu coif înaripat, spre dreapta Descriere revers: Sulla purtând o ramură de palmier în quadrigă triumfală, spre dreapta Descriere exergă: L.SVLLA.IM[P] Legendă revers: L.SVLLA.IM[P] în exergă | Muzeul Național Secuiesc, Sfântu Gheorghe | Cimec    |
|      | Denar               | Datare: 83 a.Chr. Școală: Roma Descoperit: jud. Covasna, com. MUNICIPIUL SFÂNTU GHEORGHE, SFÂNTU GHEORGHE, Cartier Simeria Material: AR                                             | Descriere avers: Capul diademat a zeiței Venus, spre dreapta. Pe obraz, contramarca TC, în față C Descriere revers: Spic de grâu, fascie și caduceu | Muzeul Național Secuiesc, Sfântu Gheorghe | Cimec    |
|      | Denar               | Datare: 79 a.Chr. Școală: Roma Descoperit: jud. Covasna, com. MUNICIPIUL SFÂNTU GHEORGHE, SFÂNTU GHEORGHE, Cartier Simeria Material: AR                                             | Descriere avers: Capul diademat a zeiței Venus, spre dreapta Descriere revers: Victoria în triga, spre dreapta, deasupra CXXV Descriere exergă: C.NAE.BAL[B] Legendă revers: C.NAE.BAL[B] în exergă | Muzeul Național Secuiesc, Sfântu Gheorghe | Cimec    |
|      | Denar               | Datare: 79 a.Chr. Școală: Roma Descoperit: jud. Covasna, com. MUNICIPIUL SFÂNTU GHEORGHE, SFÂNTU GHEORGHE, Cartier Simeria Material: AR                                             | Descriere avers: Bustul drapat al Dianei cu arcul și tolba pe umăr, spre dreapta Descriere revers: Victoria purtând o ramură de palmier, în biga, galopând spre dreapta Descriere exergă: TI.CLAVD T[I.F] AP.N Legendă revers: A.XXII // TI.CLAVD T[I.F] AP.N în exergă | Muzeul Național Secuiesc, Sfântu Gheorghe | Cimec    |
|      | Denar               | Datare: 81 a.Chr. Școală: Roma Descoperit: jud. Covasna, com. MUNICIPIUL SFÂNTU GHEORGHE, SFÂNTU GHEORGHE, Cartier Simeria Material: AR                                             | Descriere avers: Capul zeiței Ceres laureată cu cunună de spice, spre dreapta, în față furnică. Pe obraz, contramarca V L Descriere revers: Plugar cu o pereche de boi arând, spre stânga Descriere exergă: C.MARI.C.F // S.C Legendă revers: XXXIII // C.MARI.C.F / S.C în exergă                                                                                                  | Muzeul Național Secuiesc, Sfântu Gheorghe | Cimec    |
|      | Denar               | Datare: 81 a.Chr. Școală: Roma Descoperit: jud. Covasna, com. MUNICIPIUL SFÂNTU GHEORGHE, SFÂNTU GHEORGHE, Cartier Simeria Material: AR                                             | Descriere avers: Bustul Dianei cu arcul și tolba pe umăr, spre dreapta, având deasupra bucranium Descriere revers: Flamen în fața unui altar pe care arde focul pentru sacrificiu, ridicat pe o stâncă, ținând un aspergillum deasupra unui taur de jertfă Legendă revers: A.POST - A.F.S.N.ALBIN                                                                                   | Muzeul Național Secuiesc, Sfântu Gheorghe | Cimec    |
|      | Denar               | Datare: 75 a.Chr. Școală: Roma Descoperit: jud. Covasna, com. MUNICIPIUL SFÂNTU GHEORGHE, SFÂNTU GHEORGHE, Cartier Simeria Material: AR                                             | Descriere avers: Bustul drapat și laureat al lui Libertas, spre dreapta, având în spate un pileus. Descriere revers: Roma într-o biga, purtând lance, ajutând un personaj togat să urce în car, spre dreapta, sub cai un scorpion. Descriere exergă: L.FARSVLEI Legendă revers: [L].FARS[VLEI] în exergă                                                                            | Muzeul Național Secuiesc, Sfântu Gheorghe | Cimec    |
|      | Denar               | Datare: 64 a.Chr. Școală: Roma Descoperit: jud. Covasna, com. MUNICIPIUL SFÂNTU GHEORGHE, SFÂNTU GHEORGHE, Cartier Simeria Material: AR                                             | Descriere avers: Capul zeiței Juno Sospita purtând piele de țap, spre dreapta, având în spate o protomă de cal Descriere revers: Figură de femeie, având în spate un cap de girafă, spre dreapta, hrănind un șarpe ridicat. Descriere exergă: FABATI Legendă revers: FABAT[I] în exergă                                                                                             | Muzeul Național Secuiesc, Sfântu Gheorghe | Cimec    |
|      | Denar               | Datare: 59 a.Chr. Școală: Roma Descoperit: jud. Covasna, com. MUNICIPIUL SFÂNTU GHEORGHE, SFÂNTU GHEORGHE, Cartier Simeria Material: AR                                             | Descriere avers: Capul lui Saturn spre dreapta, în spate harpa și piatră conică. Descriere revers: Roma stând pe o stâncă, cu lance și scutul sprijinit de stâncă, spre stânga, încununată de către Victoria, totul în cerc perlat exterior Descriere exergă: SEXNONI Legendă revers: PR. L V. – P.F. / SEXNONI în exergă                                                           | Muzeul Național Secuiesc, Sfântu Gheorghe | Cimec    |
|      | Denar               | Datare: 55 a.Chr. Școală: Roma Descoperit: jud. Covasna, com. MUNICIPIUL SFÂNTU GHEORGHE, SFÂNTU GHEORGHE, Cartier Simeria Material: AR                                             | Descriere avers: Capul laureat, diademat și voalat a Concordiei, spre dreapta. Pe obraz, contramarca CI- Descriere revers: Villa Publica. În câmp dr., sus, marcă triunghiulară. Legendă revers: [T DIDI] / VIL.PVB / [IMP] | Muzeul Național Secuiesc, Sfântu Gheorghe | Cimec    |
|      | Denar               | Datare: 48 a.Chr. Școală: Roma Descoperit: jud. Covasna, com. MUNICIPIUL SFÂNTU GHEORGHE, SFÂNTU GHEORGHE, Cartier Simeria Material: AR                                             | Descriere avers: Capul lui Pan, spre dreapta Descriere revers: Jupiter Axurus așezat pe tron, ținând sceptru și acvilă, spre stânga Legendă revers: [IOVIS.AXVR] // C.VIBIVS.C.F.C.N | Muzeul Național Secuiesc, Sfântu Gheorghe | Cimec    |
|      | Denar               | Datare: 81 a.Chr. Școală: Monetărie mobilă din Hispania sau nordul Italiei Descoperit: jud. Covasna, com. MUNICIPIUL SFÂNTU GHEORGHE, SFÂNTU GHEORGHE, Cartier Simeria Material: AR | Descriere avers: Capul lui Pietas, spre dreapta, având în față o barză. În față, graffitti vechi în formă de X Descriere revers: Elefant spre stânga Descriere exergă: Q. C. M. P. I. Legendă revers: Q.C.M.P. I. în exergă | Muzeul Național Secuiesc, Sfântu Gheorghe | Cimec    |
|      | Denar               | Datare: 115-114 a.Chr. Școală: Roma Descoperit: jud. Covasna, com. MUNICIPIUL SFÂNTU GHEORGHE, SFÂNTU GHEORGHE, Cartier Simeria Material: AR                                        | Descriere avers: Capul Romei cu coif, spre dreapta Descriere revers: Victoria purtând o ramură de palmier, în bigă, spre dreapta, sub cai aflându-se o cârmă Descriere exergă: ROMA Legendă revers: [ROMA] în exergă | Muzeul Național Secuiesc, Sfântu Gheorghe | Cimec    |
|      | Denar               | Datare: 46-45 a.Chr. Școală: Monetărie militară mobilă din Hispania Descoperit: jud. Covasna, com. MUNICIPIUL SFÂNTU GHEORGHE, SFÂNTU GHEORGHE, Cartier Simeria Material: AR        | Descriere avers: Capul diademat a zeiței Venus, spre stânga, având-ul în față pe Cupid și un lituus, iar în spate un sceptru. Pe obraz contramarca o și un poanson punctiform, în față, graffitti N\I/ Descriere revers: Gallia și un prizonier gall stând sub trofeu. Pe prizonierul din dr., contramarca C Descriere exergă: CAESAR Legendă revers: CAESAR în exergă              | Muzeul Național Secuiesc, Sfântu Gheorghe | Cimec    |
|      | Denar               | Datare: 46 a.Chr. Școală: Roma Descoperit: jud. Covasna, com. MUNICIPIUL SFÂNTU GHEORGHE, SFÂNTU GHEORGHE, Cartier Simeria Material: AR                                             | Descriere avers: Capul laureat a zeiței Venus diademat, spre dreapta Descriere revers: Victorie purtând o ramură de palmier, în quadrigă, galopând spre stânga Descriere exergă: C.CONSIDI Legendă revers: [C].CONSIDI în exergă | Muzeul Național Secuiesc, Sfântu Gheorghe | Cimec    |
|      | Denar               | Datare: 44 a.Chr. Școală: Roma Descoperit: jud. Covasna, com. MUNICIPIUL SFÂNTU GHEORGHE, SFÂNTU GHEORGHE, Cartier Simeria Material: AR                                             | Descriere avers: Capul laureat și voalat al lui Caesar, spre dreapta, în față lituus, în spate bonetă de flamen. Deasupra contramărcile VE ligat și IC Descriere revers: Legenda înscrisă în cruce Legendă revers: C.COSSVTIV[S] MAR-DIANV[S]// A// A// A// FF | Muzeul Național Secuiesc, Sfântu Gheorghe | Cimec    |
|      | Denar               | Datare: 44 a.Chr. Școală: Roma Descoperit: jud. Covasna, com. MUNICIPIUL SFÂNTU GHEORGHE, SFÂNTU GHEORGHE, Cartier Simeria Material: AR                                             | Descriere avers: Capul laureat al lui Caesar, spre dreapta. Pe obraz, contramărcile I S, pe frunte C, pe gât Ο, în spatele capului X Ο, pe margine st., U Descriere revers: Venus purtând-o pe Victoria în mână, cu sceptru și un scut lângă picioare Legendă revers: [P.SE]PVLLIVS MAC[ER]                                                                                         | Muzeul Național Secuiesc, Sfântu Gheorghe | Cimec    |
|      | Denar               | Datare: 48 a.Chr. Școală: Roma Descoperit: jud. Covasna, com. MUNICIPIUL SFÂNTU GHEORGHE, SFÂNTU GHEORGHE, Cartier Simeria Material: AR                                             | Descriere avers: Capul lui Pietas diademat, spre dreapta Descriere revers: Două mâini ținând un caduceu Legendă revers: ALBINVS.BRVTI.F | Muzeul Național Secuiesc, Sfântu Gheorghe | Cimec    |
|      | Denar               | Datare: 44 a.Chr. Descoperit: jud. Covasna, com. MUNICIPIUL SFÂNTU GHEORGHE, SFÂNTU GHEORGHE, Cartier Simeria Material: AR                                                          | Descriere avers: Capul diademat al lui Venus, spre dreapta. Pe diademă, contramarca C Descriere revers: Sulla culcat pe o stâncă, la stânga, Luna coborând de pe munte, la dreapta, în fundal Victoria cu aripile întinse, având un toiag în mâna dreaptă ridicată | Muzeul Național Secuiesc, Sfântu Gheorghe | Cimec    |
|      | Denar               | Datare: 43 a.Chr. Școală: Roma Descoperit: jud. Covasna, com. MUNICIPIUL SFÂNTU GHEORGHE, SFÂNTU GHEORGHE, Cartier Simeria Material: AR                                             | Descriere avers: Bustul Dianei Nemorensis, spre dreapta. Pe obraz, contramărcile CI, pe păr C Descriere revers: Statuia de cult triplă a Dianei Nemorensis, în spate o dumbravă de chiparoși. | Muzeul Național Secuiesc, Sfântu Gheorghe | Cimec    |
|      | Denar               | Datare: 82 a.Chr. Școală: Atelier monetar oriental mobil Descoperit: jud. Covasna, com. MUNICIPIUL SFÂNTU GHEORGHE, SFÂNTU GHEORGHE, Cartier Simeria Material: AR                   | Descriere avers: Capul Romei cu coif, spre dreapta. Pe obraz, contramarca VL ligate, pe baza coifului o incizie triunghiulară. Sub bărbie, incizii. Descriere revers: Sulla în quadrigă, la pas, spre dr., deasupra Victorie în zbor, spre dr., ținând o cunună. Legendă revers: L.SVLLA.IM[P]                                                                                      | Muzeul Național Secuiesc, Sfântu Gheorghe | Cimec    |
|      | Denar               | Datare: 41 a.Chr. Școală: Ephesus Descoperit: jud. Covasna, com. MUNICIPIUL SFÂNTU GHEORGHE, SFÂNTU GHEORGHE, Cartier Simeria Material: AR                                          | Descriere avers: Capul lui M. Antonius, spre dreapta. Pe gât, contramarca  Descriere revers: Capul lui Octavianus, spre dreapta. În câmp dr., contramarca Ο Legendă revers: CAESAR.IMP.PONT.III.VIR.R.P.C | Muzeul Național Secuiesc, Sfântu Gheorghe | Cimec    |
|      | Denar               | Datare: 41 a.Chr. Școală: Ephesus Descoperit: jud. Covasna, com. MUNICIPIUL SFÂNTU GHEORGHE, SFÂNTU GHEORGHE, Cartier Simeria Material: AR                                          | Descriere avers: Capul lui M. Antonius, spre dreapta. Pe obraz, contramarca C Descriere revers: Capul lui Octavianus, spre dreapta. Pe gât, contramarca L Legendă revers: CAESAR.IMP.PONT.III.VIR.R.P.C. | Muzeul Național Secuiesc, Sfântu Gheorghe | Cimec    |
|      | Denar               | Datare: 42 a.Chr. Școală: Atelier oriental mobil Descoperit: jud. Covasna, com. MUNICIPIUL SFÂNTU GHEORGHE, SFÂNTU GHEORGHE, Cartier Simeria Material: AR                           | Descriere avers: Capul lui M. Antonius, spre dreapta. În câmp dr., contramarca Ο Descriere revers: Templu, cu capul radiat al lui Sol, pe un clypeus. Legendă revers: III - VIR [R.P.C] | Muzeul Național Secuiesc, Sfântu Gheorghe | Cimec    |
|      | Denar               | Datare: 42 a.Chr. Școală: Roma Descoperit: jud. Covasna, com. MUNICIPIUL SFÂNTU GHEORGHE, SFÂNTU GHEORGHE, Cartier Simeria Material: AR                                             | Descriere avers: Capul laureat al lui Apollo, spre dreapta, având în spate o liră. Pe obraz, contramarca I, în câmp dr., contramarca L, în spate, contramarca Ο Descriere revers: Diana purtând arcul și tolba pe umăr, ținând câte o torță aprinsă în fiecare mână Legendă revers: P.CLODIVS – M.F.                                                                                | Muzeul Național Secuiesc, Sfântu Gheorghe | Cimec    |
|      | Denar               | Datare: 42 a.Chr. Școală: Roma Descoperit: jud. Covasna, com. MUNICIPIUL SFÂNTU GHEORGHE, SFÂNTU GHEORGHE, Cartier Simeria Material: AR                                             | Descriere avers: Capul laureat al lui Apollo spre dreapta, având în spate o liră. Pe obraz, contramarca C, pe gât, contramarca NC ligate, în câmp dr. graffitti ﻻ Descriere revers: Diana purtând arcul și tolba pe umăr, ținând câte o torță aprinsă în fiecare mână Legendă revers: P.CLODIVS – M.F.                                                                              | Muzeul Național Secuiesc, Sfântu Gheorghe | Cimec    |
|      | Denar               | Datare: 42 a.Chr. Școală: Roma Descoperit: jud. Covasna, com. MUNICIPIUL SFÂNTU GHEORGHE, SFÂNTU GHEORGHE, Cartier Simeria Material: AR                                             | Descriere avers: Capul laureat și voalat al Concordiei, spre dreapta. Pe creștet, contramarca Ο Descriere revers: Statuia Venerei Cloacina stând pe o platformă cu inscripția CLOACIN Legendă revers: L.MVSSIDIVS.[LONG]VS // C[LO]ACIN | Muzeul Național Secuiesc, Sfântu Gheorghe | Cimec    |
|      | Denar               | Datare: 29-27 a.Chr. Școală: Brundisium sau Roma Descoperit: jud. Covasna, com. MUNICIPIUL SFÂNTU GHEORGHE, SFÂNTU GHEORGHE, Cartier Simeria Material: AR                           | Descriere avers: Victoria stând pe prova unui vas, ținând în mână o cunună, spre dr. Descriere revers: Octavianus în quadrigă, spre dreapta Descriere exergă: IMP CAESAR Legendă revers: IMP CAESAR în exergă | Muzeul Național Secuiesc, Sfântu Gheorghe | Cimec    |
|      | Denar               | Datare: 29-27 a.Chr. Școală: Brundisium sau Roma Descoperit: jud. Covasna, com. MUNICIPIUL SFÂNTU GHEORGHE, SFÂNTU GHEORGHE, Cartier Simeria Material: AR                           | Descriere avers: Capul lui Octavianus, spre dreapta Descriere revers: Templu cu bază de coloane, având legenda IMP.CAESAR pe arhitravă Legendă revers: IMP.CAESAR | Muzeul Național Secuiesc, Sfântu Gheorghe | Cimec    |
|      | Denar               | Datare: 13 a.Chr. Școală: Roma Descoperit: jud. Covasna, com. MUNICIPIUL SFÂNTU GHEORGHE, SFÂNTU GHEORGHE, Cartier Simeria Material: AR                                             | Descriere avers: Capul lui Augustus, spre dreapta Descriere revers: Capul lui Agrippa, spre dreapta Legendă revers: M AGRIPPA PLATORIN[VS IIIVIR] | Muzeul Național Secuiesc, Sfântu Gheorghe | Cimec    |

## Fond
| Foto | Informații generale | Detalii tehnice | Descriere | Deținător                                 | Legături |
| ---- | ------------------- | --- | --- | ----------------------------------------- | -------- |
|      | Denar               | Datare: 46 a.Chr. Școală: Roma Descoperit: jud. Covasna, com. MUNICIPIUL SFÂNTU GHEORGHE, SFÂNTU GHEORGHE, Cartier Simeria Material: AR | Descriere avers: Capul diademat a zeiței Venus, spre stânga Descriere revers: Victorie purtând o ramură de palmier, în quadrigă, galopând spre stânga. Pe obraz și pe cap, contramarca C C Descriere exergă: [C.]CONSID[I] Legendă revers: [C.]CONSID[I] în exergă | Muzeul Național Secuiesc, Sfântu Gheorghe | Cimec    |